# Ngāi Tahu

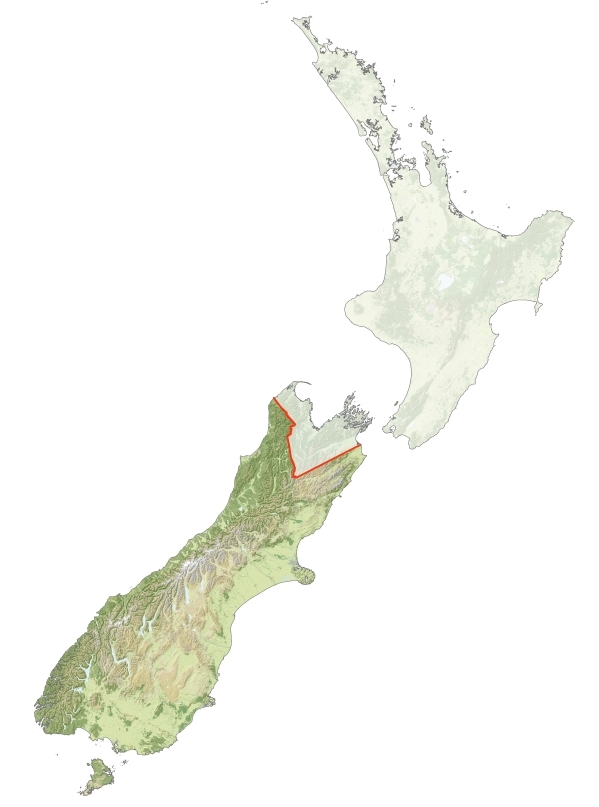
Území kmene Ngāi Tahu

Ngāi Tahu či Kāi Tahu je maorský kmen (iwi), jehož teritorium (takiwā) zaujímá největší plochu ze všech novozélandských maorských kmenů. Kmenové teritorium pokrývá většinu Jižního ostrova s výjimkou nejsevernějších částí kolem Marlborough, Tasmanu a Nelsonu.
Iwi je aktivní na poli investic (zejména turismus), v politice a ve veřejném dění. Provozuje rádiovou stanici Tahu FM.
Kmen odvozuje svůj původ z oblasti, kde se dnes nachází okres Gisborne na Severním ostrově.